# Provinciale weg 447
De provinciale weg 447 (N447) is een provinciale weg in de provincie Zuid-Holland. De weg vormt een verbinding tussen de N14 ter hoogte van Leidschendam en de N206 bij Leiden. Nabij Voorschoten sluit de weg aan op de N448 richting Wassenaar.
Tussen Leidschendam en Voorschoten is de weg uitgevoerd als tweestrooks-gebiedsontsluitingsweg met sinds 2022 een maximumsnelheid van 60 km/h. Het gedeelte tussen Voorschoten en Leiden is uitgevoerd als vierstrooks-stroomweg (autoweg) met een maximumsnelheid van 70 km/h. Op dit laatste gedeelte zijn de rijbanen fysiek van elkaar gescheiden door middel van een middenberm. In de gemeente Leidschendam-Voorburg heet de weg Hraniceplein (vernoemd naar Hranice na Moravě, de stad waarmee Leidschendam-Voorburg een stedenband vormt), Noordsingel en Veursestraatweg. In de gemeente Voorschoten draagt de weg de straatnamen Veurseweg, Schoolstraat, Koningin Julianalaan, Leidseweg en Voorschoterweg. In de gemeente Leiden heet de weg Voorschoterweg.
De provincie Zuid-Holland is verantwoordelijk voor het beheer van de weggedeelten buiten de bebouwde kom tussen Leidschendam en Voorschoten en tussen Voorschoten en Leiden. Binnen de bebouwde kom van Leidschendam wordt de weg beheerd door de gemeente Leidschendam-Voorburg, binnen de bebouwde kom van Voorschoten is eveneens de gemeente verantwoordelijk voor het beheer.
De weg valt samen met het voormalige tracé van de NZH-Blauwe Tram, welke tot 1961 onder meer van Leiden naar Den Haag reed.

## Externe link

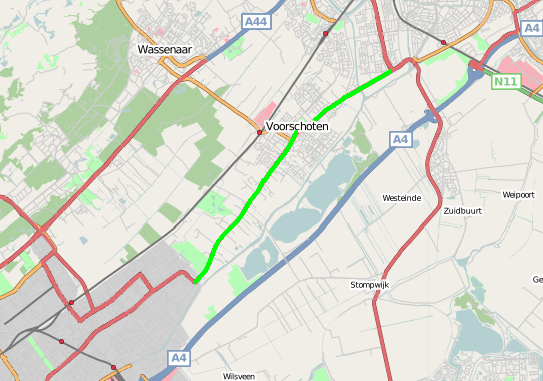
Detailkaart traject